# Bakács Tibor (orvos)
Bakács Tibor, 1945-ig Burger Tibor (Budapest, 1912. október 11. – Budapest, 1977. június 28.) orvos, egyetemi tanár, az orvostudományok doktora (1962), az MTA tagja.

## Élete
Burger Ármin Jenő (1875–1933) fa- és szénkereskedő és Herczbrun Eszter Emma gyermekeként született izraelita családban. A budapesti Pázmány Péter Tudományegyetemen 1936-ban szerzett orvosi oklevelet. 1935-ben az illegális Kommunisták Magyarországi Pártjának tagja lett. 1938 márciusában a Kommunista Párt felhívására Spanyolországba ment, ahol a polgárháború nemzetközi brigádjában orvos-főhadnagyként, majd a francia hadsereg egyik munkaszolgálatos zászlóaljának katonaorvosaként szolgált. A hadsereg összeomlása után Budapestre menekült. 1942-ben munkaszolgálatra vitték a keleti frontra, ahonnan megszökött. 1944 végén Budapesten ismét bekapcsolódott az illegális pártmunkába. 1945 januárjától áprilisáig Zugló tisztiorvosa, majd Szeged járványügyi kormánybiztosa volt. 1945 júniusától 1947-ig a főváros tisztifőorvos-helyettese, 1948-tól tisztifőorvosa volt. 1951-ben kinevezték a János Kórház igazgató-főorvosává, közben 1955–56-ban a Magyar Vöröskereszt Kórház igazgató-főorvosaként dolgozott a koreai NDK-ban. 1957 és 1974 között az Országos Közegészségügyi Intézet főigazgatója volt. 1962-től haláláig az Orvostovábbképző Intézet közegészségtan-járványügyi tanszékén tanszékvezető egyetemi tanár. Fő kutatási területe a közegészségtan, a járványtan és az urbanizáció ártalmainak megelőzése volt. Számos közleménye és könyve az egészségügyi szervezés elvi kérdéseivel, társadalomegészségüggyel foglalkozott. Bel-és külföldi szaklapokban, illetve kiadóknál körülbelül száz tudományos dolgozata, tankönyve, illetve monográfiája jelent meg. 1957-től az MSZMP XII. kerületi Végrehajtó Bizottságának tagja volt, majd 1957 és 1959 között az MSZMP Budapesti Pártbizottság tagja. 1958-tól a Fővárosi Tanács tagja és a fővárosi tanácstagok pártcsoportjának elnöke.
A Magyar Higiénikusok Társaságának elnöke és a Magyar Urbanisztikai Társaság alapító tagja és alelnöke volt.
Temetése Budapesten, a Farkasréti temetőben volt. A síremlékét díszítő domborművet Búza Barna szobrászművész készítette.

## Magánélete
Első házastársa Polgár Erzsébet vegyészmérnök volt, Feldmann Dávid és Stern Ilona lánya, akivel 1937. október 24-én Budapesten, a Józsefvárosban kötött házasságot. Feleségét Polgár Leó örökbe fogadta. Második felesége Konta Magdolna volt.
Gyermekei:
- Bakács Tibor (1946) orvos, onkológus
- Bakács György (1950)

## Művei
- A társadalombiztosító intézetek és a nemibeteg-gondozás. (Társadalombiztosítási Szemle, 1947)
- Budapest közegészségügyének száz éve (Budapest, 1948)
- A városegészségügy szervezési kérdései Budapesten (Budapest, 1950)
- Az Országos Közegészségügyi Intézet működése. 1927–1957. (szerk., Budapest, 1959)
- A higiéne tankönyve. Jeney Endrével. Egyetemi tankönyv. (szerk., Budapest, 1960)
- Az Országos Közegészségügyi Intézet működése az 1958. évben (szerk., Budapest, 1960)
- A gyakorlati közegészségügy néhány kérdése (szerk., Budapest, 1962)
- Településhygiéne és enteralis fertőzések Magyarországon (Budapest, 1965)
- Orvosi virológia. Farkas Elekkel. (Budapest, 1965)
- Higiéne. Egyetemi tankönyv. (szerk., Budapest, 1965, 2. kiadás: 1968)
- Általános és részletes járványtan. Egyetemi tankönyv. (szerkesztő, Budapest, 1966)
- Városegészségügy (Toronto, 1967)
- Urbanization and Human Health (Budapest, 1972)
- Az ember egészsége a tudományos-technikai forradalomban. Sós Józseffel. (szerk., Budapest, 1974)
- Ember és biológiai környezete. Kertai Pállal. (Budapest, 1975)
- Egy életrajz ürügyén… (posztumusz, Budapest, 1978)

## Díjai, elismerései
- Magyar Szabadság Érdemrend ezüst fokozata (1947)
- Magyar Népköztársasági Érdemrend (1948)
- Fodor József-díj (1950)
- Partizán Emlékérem (1955)
- Munka Érdemrend (1955, 1956)
- Zalka Máté-emlékérem (1956)
- Dombrovszkij-emlékérem (1957)
- Leningrád alapítása 250. évfordulója (emlékérem, 1957)
- Koreai Állami Zászló Érdemrend (1958)
- Munkás-paraszt Hatalomért emlékérem (1958)
- Állami Zászló Érdemrend II. fokozata (1958)[7]
- Pro Urbe-díj (1971)
- Munka Érdemrend arany fokozata (1972, 1975)[8][9]
- Hild János-emlékérem (1976)